# Patel
Patel ist ein indischer Familienname.

## Namensträger
- Adam Patel, Baron Patel of Blackburn (1940–2019), britischer Politiker
- Alka Patel, US-amerikanische Kunsthistorikerin
- Amar Chadha-Patel (* 1986), britischer Schauspieler
- Ambalal Dahyabhai Patel (1905–1969), indo-fidschianischer Politiker
- Amisha Patel (* 1975), indische Schauspielerin
- Anandiben Patel (* 1941), indische Politikerin
- Asher Patel (* 2006), Leichtathlet aus Aruba
- Axar Patel (* 1994), indischer Cricketspieler
- Bhav Patel (* 1990), indischer Dartspieler.
- Bhupendra Patel (* 1962), indischer Politiker
- Chirag Rashmikant Patel (* 1984), norwegischer Rapper
- C. Kumar N. Patel (* 1938), indischer Physiker
- Dev Patel (* 1990), britischer Schauspieler
- Dinshaw Patel (* 1942), indisch-amerikanischer Molekularbiologe
- Ebrahim Patel (* 1962), südafrikanischer Politiker
- Himesh Patel (* 1990), britischer Schauspieler
- Hirubhai M. Patel (1904–1993), indischer Politiker
- Ishu Patel (* 1942), indisch-kanadischer Animator
- Jabbar Patel (* 1942), indischer Theater- und Filmregisseur
- Joseph Patel, US-amerikanischer Journalist, Regisseur, Filmproduzent
- Kamil Patel (* 1979), mauritischer Tennisspieler
- Kamlesh Patel, Baron Patel of Bradford (* 1960), britischer Politiker
- Karan Patel (* 1991), kenianischer Motorsportler
- Kash Patel (* 1980), US-amerikanischer Jurist
- Keshubhai Patel (1928–2020), indischer Politiker
- Kiran Klaus Patel (* 1971), deutsch-britischer Historiker
- Krishna Ahooja-Patel (1929–2018), indische Gewerkschafterin, Frauenrechtlerin und Publizistin
- Martin Patel (* 1966), deutscher Chemieingenieur und Professor
- Mohan Patel (* 1952), neuseeländischer Hockeyspieler.
- Monank Patel (* 1993), indischer Cricketspieler
- Narendra Patel, Baron Patel (* 1938), britisch-tansanischer Geburtshelfer und Kanzler der University of Dundee
- Nilay Patel, US-amerikanischer Journalist
- Nipam Patel (* 1962), US-amerikanischer Entwicklungsbiologe
- Paras Patel (* 1986), US-amerikanischer Schauspieler
- Parthiv Patel (* 1985), indischer Cricketspieler
- Peter Patel-Schneider (* 1954), US-amerikanischer Informatiker
- Pierre Patel (1605–1676), französischer Maler
- Pierre-Antoine Patel der Jüngere (1648–1707), französischer Maler
- Priti Patel (* 1972), britische Politikerin der Conservative Party
- Priyanka Singh Patel (* 1989), indische Leichtathletin
- Raj Patel (* 1972), britischer Politikwissenschaftler, Autor und Aktivist
- Ramesh Patel (* 1953), neuseeländischer Hockeyspieler
- Raojibhai Dahyabhai Patel, fidschianischer Politiker
- Ravi Patel (* 1978), US-amerikanischer Schauspieler
- Ricken Patel (* 1977), kanadisch-britischer Umwelt-, Friedens- und Menschenrechtsaktivist
- Safia Middleton-Patel (* 2004), walisische Fußballspielerin
- Sanjay Patel (* 1974), britisch-US-amerikanischer Animator
- Sheela Patel (* 1952), indische Menschenrechtsaktivistin
- Shwetak Patel (* 1981), US-amerikanischer Informatiker
- Ute Patel-Mißfeldt (* 1940), deutsche Künstlerin
- Vallabhbhai Patel (1875–1950), indischer Politiker
- Vallabhbhai J. Patel (1934–2017), deutscher Chirurg, Urologe und Kommunalpolitiker